# Sticta beauvoisii
Sticta beauvoisii är en lavart som beskrevs av Dominique François Delise. 
Sticta beauvoisii ingår i släktet Sticta och familjen Lobariaceae. Inga underarter finns listade i Catalogue of Life.